# Edgar Borges
Edgar Borges (Caracas, 24 de abril de 1966) es un escritor venezolano, autor de obras de ficción que incluyen novela, relato, teatro y apuntes. Ha obtenido diversos premios internacionales y el reconocimiento de la crítica. Parte de su obra ha sido traducida a varios idiomas. 
En 2005, en la celebración del IV Centenario de Don Quijote de la Mancha, Radio Exterior de España presenta su radioserie La fuga de Don Quijote. En 2008, con la novela ¿Quién mató a mi madre?, es finalista del III Premio Nacional de Novela Ciudad Ducal de Loeches de Madrid. En 2009, con el relato ¿Quién mató al doble de Edgar Allan Poe?, centra su interrogación en el asesinato del padre literario. Respecto a esta obra, el escritor y crítico Vicente Luis Mora asegura que "Edgar Borges crea una nueva vía de profundización en la subjetividad".
En febrero de 2010 obtiene el I Premio Internacional de Novela "Albert Camus", con La contemplación. De la novela Enrique Vila-Matas dice que "Edgar Borges entiende la literatura como un complot contra la realidad". En 2011 sale su libro Crónicas de bar, que integra una serie publicada en la prensa de España. Su inicio es una invitación a la observación callejera: "El bar es el confesionario más democrático de todos los que existen". 
En 2012 publica El hombre no mediático que leía a Peter Handke, un libro que reúne géneros tan diversos como la novela, la entrevista y el diario para montar una investigación sobre un hombre cuyo único bien comunicacional es la biblioteca Peter Handke. En 2013 presenta el libro Vínculos. Apuntes con Rubén Blades. Literatura y música son los motivos para que ambos creadores intercambien correos, encuentros y recorridos. El 6 de marzo de 2014 Edgar Borges y Rubén Blades ofrecen un Foro a casa llena en el Instituto Cervantes de Nueva York. La revista estadounidense Review 89. Literature and Arts of the Americas, en su edición de noviembre, publica la conversación entre los dos creadores. 
Desde el año 2014 desarrolla dos programas de creación literaria, en Madrid Crear desde las sensaciones para pacientes con alzhéimer, y en Nueva York La ficción como vía para transformar la realidad, en centros penitenciarios como el Edgecombe Correctional con Osborne Association.
En 2014 sale su novela La ciclista de las soluciones imaginarias, una fábula sobre el condicionamiento de la imaginación de los adultos. En 2016 presenta El olvido de Bruno, una historia sobre la memoria, la invención y el amor. En 2018 entrega  La niña del salto, novela que cuenta la historia de Antonia, una mujer que quiere dar un salto hacia un espacio donde ha dejado sus sueños, y su pequeña hija, una niña que en lugar de caminar salta. En 2020 publica Enjambres, novela que plantea la huida de cinco jóvenes a un bosque en medio de un mundo sumido en una "guerra de todos contra todos". Ser gato aparece en 2021 en combinación con la ilustradora española Fría Aguilar; obra inclasificable que asume el deseo de ser felino para recuperar la relación con la naturaleza y los espacios. En 2023 se edita Figuras, una novela que representa un desafío a la imaginación del lector a través del salto en un lugar indeterminado. En 2025 presenta Los expulsados, la historia de tres niños que se pierden en el territorio de la descolocación. Esta novela ha recibido elogios como el del escritor andaluz Alejandro López Andrada cuando afirmó que "Edgar Borges escribe a la altura de Juan Rulfo y Julio Cortázar". 

## Obra
- Sonido Urbano, calle, salsa y cuentos. Editorial Tropykos, Caracas 1992. Ensayos y guiones dramáticos de radio.
- Sueños desencantados. Editorial Tropykos, Caracas 1994. Relatos.
- Mis días debajo de tu falda. Editorial Tropykos, Caracas 1996. Relatos.
- La monstrua, la mujer que jamás invitaron a bailar. Warp, Bogotá 1999. Novela breve.
- Aquiles, el último fugitivo de la globalización. Alfa Grupo, Caracas 2001. Relato gráfico.
- Lavoe contra Lavoe, la tragedia del cantante. Monólogo sobre la vida de Héctor Lavoe. Comala.com, Caracas 2006 y El Perro y La Rana, Caracas 2007. Teatro.
- El vuelo de Caín y otros relatos. Grupo Búho, Madrid 2005 y Comala, Caracas 2007.
- ¿Quién mató a mi madre? Ediciones Irreverentes, Madrid 2008. Novela.
- ¿Quién mató al doble de Edgar Allan Poe?   Grupo Lobher Editorial, España, y Letralia, Venezuela. Relato. Edición bilingüe: español e inglés 2009.
- La contemplación.    Grup Lobher Editorial, España 2010; Editorial Leer-e, España 2011; Lavieri Edizioni, Italia 2013.
- Crónicas de bar.       Editorial Milrazones, España 2011.
- El hombre no mediático que leía a Peter Handke.   Ediciones En Huida, España 2012.
- Vínculos. Apuntes con Rubén Blades. Leer-e y Alvaeno Ediciones, España 2013
- La ciclista de las soluciones imaginarias. Ediciones Carena, España 2014
- El olvido de Bruno. Ediciones Carena, España 2016
- La niña del salto.  Ediciones Carena, España 2018
- Enjambres. Altamarea Ediciones, España 2020
- Ser gato. Altamarea Ediciones, España 2021
- Figuras.  Trampa Ediciones, España 2023
- Los expulsados. Berenice editorial, España 2025

## Antologías
- Narradores del Grupo Búho. El último aniversario (relato). Editorial Grupo Búho (Madrid, España 2005).

- Microveus. La culpa de Nicanor (microrrelato). Ajuntament de Montcada (Barcelona, España 2007).

- La agonía del Nirvana. La realidad de Sebastián (relato). Editorial La voz del Espejo (Buenos Aires, Argentina 2009).

- Microdosis de textos latinoamericanos (libro artesanal). El vuelo de Caín (microrrelato). Editorial (c) acto. (D.F., México 2011). Antología presentada en la muestra Internacional de la Cuarta Edición de Foro de Ediciones Contemporáneas, México, diciembre de 2011).

- Buena Letra. Il volo di Caino y La colpa di Nicanor (Microrrelatos).  Traducción al italiano: Marcela Filippi. Editoriale Giorni (Roma, Italia 2012).

- El humor en Quevedo (Homenaje de dibujantes y escritores a Francisco de Quevedo). La luz burlesca de Quevedo (microrrelato). Fundación Francisco de Quevedo (Ciudad Real, España 2012).

## Estilo
La investigadora venezolana Rosalinda García señala que "la violencia en diferentes facetas: social, familiar, individual, con la muerte como resultado, gana espacio en los relatos de Edgar Borges. La imagen del revólver como arma homicida se repite, y siembra la tragedia; y el amor, hasta el maternal, son destruidos por el crimen. El autor nos enfrenta con la oscuridad, con lo tenebroso del ser humano, representado especialmente por homicidas. Pero también introduce la búsqueda de la luz." Para el poeta sevillano Francisco Vélez Nieto la narrativa de Edgar Borges "recorre un camino que sigue las huellas marcadas por grandes caminantes de la literatura europea como Robert Walser, y al igual que éste maestro de la sencillez en aquello que observa, analiza y luego expone, el escritor venezolano emprende su andadura reflexivo, curioso, inquietante y fantástico".

## Reconocimientos
- Beca Taller Centro de Estudios Latinoamericanos Rómulo Gallegos. Caracas, Venezuela 1984.
- Mención de Honor en la Bienal Eduardo Sifontes. Estado Anzoátegui-Venezuela 1993. Libro: Sueños desencantados.
- Foro  Joven  Literatura y Compromiso. Málaga, España 1993, en el cual noventa y tres autores de América y Europa debatieron ideas con escritores como José Saramago, Wole Soyinka, Mario Benedetti y Jorge Amado, entre otros. Libro: Sonido Urbano, calle, salsa y cuentos.
- Primer lugar Bienal Poeta Pedro R. Buznego. Consejo, Estado Aragua, Venezuela 1995. Relato El tiempo de los silencios.
- Tercer finalista Concurso Internacional de Relatos Grupo Búho. Madrid, España 2005. Relato: El último aniversario.
- Primer finalista Concurso Internacional El Basar de la Cultura. Montcada, Barcelona, España 2006. Microrrelato: La culpa de Nicanor.
- Finalista del III Premio de Novela Ciudad Ducal de Loeches. Madrid 2008. Novela: ¿Quién mató a mi madre?
- Mención de Honor en III Certamen de Relatos Cortos "Valentín Palacio". Asturias, España. 2008. Relato: La fuga de Don Quijote.
- I Premio Internacional de Novela "Albert Camus". La Rioja, España. 2010. Novela: La contemplación.
- En abril de 2011 el relato  El día de Robert Walser'' es incluido en el archivo del Robert Walser Zentrum de Suiza.
- Beca Residencia en el Centre d’ Art La Rectoría, de Barcelona. Proyecto de investigación novelada sobre la obra de Peter Handke y la censura mediática. (Julio de 2011).

## Crítica
Sobre la novela ¿Quién mató a mi madre?, Andreu Martín asegura que estamos ante una obra de género inclasificable. “La novela me elevó por encima de la realidad para llevarme a un fascinante mundo de sugerencias, insinuaciones y reflexiones donde no se trata de partir de enigmas para encontrar respuestas sino que directamente se parte de las respuestas para perderse entre enigmas.” La investigadora estadounidense Jennifer C. Post de la Universidad de Indianápolis, incluyó un trabajo sobre la obra de Edgar Borges en la publicación The Society for Ethnomusicology; sus creaciones también han sido analizadas por críticos como Sònia Hernández (España); Rafael Ángel García (Venezuela); Edgard Moreno Uribe (Venezuela), Javier Santiago (Puerto Rico), Miguel Vargas (Bolivia), Antonio Gómez Rufo (España), Marcelino Bisbal (Venezuela) y Luis Britto García (Venezuela).  Los profesores Luis A. González y Kira Homo, de la Universidad de Indiana, incluyen su libro Aquiles, el último fugitivo de la globalización, en la investigación (libro) Globalización/mundialización; una bibliografía seleccionada. El filósofo Vicente Huici (España) define los caminos de la literatura del autor venezolano en su ensayo Edgar Borges y/o las historias que nos narran. El filósofo Ignacio Castro Rey (España) señala que "se trata de una literatura fronteriza, en constante movimiento". El escritor Pedro Antonio Curto (España) registra las búsquedas de la obra del creador venezolano en el ensayo "Edgar Borges, literatura de la propia sangre".
En 2013  La contemplación (La contemplazione) se edita en Italia. Del 5 al 15 de diciembre de 2013 el autor realiza su primera gira por varias ciudades del país europeo para presentar la novela. Su participación en “Più libri più liberi” de Roma, en diversos cafés literarios y en el Instituto Cervantes de Nápoles contó con la atención de lectores, críticos y medios italianos. Gianfranco Pecchinenda, traductor de La contemplación al italiano, opina que "Edgar Borges es un escritor que parece poseer todas las potencialidades para ser colocado en el mismo extraordinario sendero de los grandes narradores latinoamericanos del siglo XX". En la primera gira que el autor realiza por Italia en diciembre de 2013, La contemplazione es destacada por la crítica. Paola Gorla: "Edgar Borges es heredero de dos cadenas, la del realismo mágico español-americano y también la del juego del laberinto. "La contemplazione", que de hecho es un noir, se ve como un juego de ajedrez: es el lector que tiene que reunir y correlacionar las piezas individuales, reunir visiones fingiendo ser desconectado en el mar de voces narrativas. Es un viaje, pero sorprendentemente no hay movimiento, las acciones se reemplazan con miradas que parecen iguales, mientras que la ciudad se desdibuja en un lugar no específico.". Sergio Brancato: "El destino es un componente fuerte del libro, que tiene poco que ver un género literario específico. El volumen es un juego continuo que parece una reminiscencia de "La Ventana Indiscreta" de Hitchcock y un cable que conecta la obra de Edgar Allan Poe sobre el tipo y la parábola de la literatura moderna dibujo de Jorge Luis Borges. La novela de Edgar Borges nos recuerda una vez más que lo que está cambiando la condición humana es la realidad que se va en deuda con la literatura y no al revés ". En 2016 Lavieri Edizioni lanza "El hombre no mediático que leía a Peter Handke" ("L’uomo non mediatico che leggeva Peter Handke"), la segunda novela del autor en italiano, bajo la traducción de Valeria Cavazzino y Luca Cerullo.
De La ciclista de las soluciones imaginarias, el escritor mexicano Rogelio Garza considera que "la novela es una alegoría en la que la bicicleta es un vehículo liberador en términos emocionales, físicos y aun existenciales... Una cita en especial me colocó en las coordinadas exactas del personaje principal “entre la nada y el tráfico está la memoria” que representa la sensación que me despierta el tráfico, el tráfico como un océano de nada, un inmenso vacío que se abre y nos traga y abre en nosotros lagunas mentales." Por su parte, Sandro Cohen, autor estadounidense nacionalizado mexicano, destaca que "la novela está llena de símbolos: la bicicleta es una bicicleta, pero también es otra cosa, una callejuela evoca algo romántico, pero las de este libro son la pesadilla de los laberintos; el bosque es eso y otra cosa dentro de la novela". Mauricio Bares, editor de la obra en México y también escritor, señala que “se trata de una novela narrada como un paseo en bicicleta por los laberintos de una realidad en problemas”.
El filósofo Ignacio Castro Rey presenta un ensayo titulado "Escenas de caza con fondo de Bach", en el que desglosa las claves de su lectura de El olvido de Bruno". Escribe Castro Rey que "No es exagerado decir que cierta atmósfera de Kafka o Camus vuelve a entrar en escena en este extrañamiento del mundo al que la probable enfermedad del protagonista nos introduce.  En la novela de Borges, con toda la consistencia de un mundo posible, la realidad adviene a ráfagas, como un viento que no cabe en el paisaje".
Sobre Enjambres el escritor y académico de la RAE José María Merino escribe en la revista Zenda: "En Enjambres —y con un texto certeramente desarrollado— se muestra cómo muchos aspectos de la vida colectiva ordinaria que cada día nos preocupan más —los radicalismos políticos y sociales, los paroxismos colectivos callejeros, la educación de los jóvenes, la configuración de la vida familiar, la “naturalidad” de la violencia…— pueden adquirir, desde una mirada narrativa ligada a lo simbólico, nuevas dimensiones expresivas".

## Obra periodística
Como periodista, en Venezuela Edgar Borges publicó en la revista Bohemia, Papel Literario del diario El Nacional, semanario Mujer, Mujer, agencia literaria Librusa y semanario Extra. En la radio trabajó como creador y productor de varios programas, entre los que destacan: Sonido Urbano, Arte y Aparte, A punto de ser noticia, Extracto Vital y Pasiones de la Historia. En el medio impreso fundó el semanario Extra y la revista Letras al Aire. En la actualidad escribe para los diarios españoles El Comercio y El Plural.